# Kristen Talbot
Kristen Michele Talbot (* 24. September 1970 in Schuylerville) ist eine ehemalige US-amerikanische Eisschnellläuferin.
Talbot wurde im Jahr 1990 US-amerikanische Meisterin im Kleinen Mehrkampf und nahm von 1987 bis 1993 an zehn Läufen im Eisschnelllauf-Weltcup teil. Dabei erreichte sie im Januar 1987 in Lake Placid mit dem achten Platz über 500 m ihre beste Platzierung in dieser Rennserie. Bei den Juniorenweltmeisterschaften 1989 in Kiew lief sie auf den 19. Platz und bei den Juniorenweltmeisterschaften 1990 in Obihiro auf den zehnten Rang im Mini-Mehrkampf. Zudem siegte sie im Januar 1992 bei der 3-Bahnen-Tournee in Klobenstein im Mehrkampf und belegte bei den Olympischen Winterspielen 1988 in Calgary den 25. Platz über 500 m, bei den Olympischen Winterspielen 1992 in Albertville den 17. Rang über 500 m und bei den Olympischen Winterspielen 1994 in Lillehammer den 20. Platz über 500 m.

## Persönliche Bestleistungen
| Disziplin | Zeit        | Datum           | Ort     |
| --------- | ----------- | --------------- | ------- |
| 500 m     | 40,72 s     | 19. März 1993   | Calgary |
| 1000 m    | 1:23,02 min | 19. März 1993   | Calgary |
| 1500 m    | 2:14,09 min | 14. Januar 1990 | Butte   |
| 3000 m    | 4:54,87 min | 4. März 1990    | Obihiro |